# Magelona gemmata
Magelona gemmata är en ringmaskart som beskrevs av Mortimer och Mackie 2003. Magelona gemmata ingår i släktet Magelona och familjen Magelonidae. Inga underarter finns listade i Catalogue of Life.